# Wiel van Rosmalen

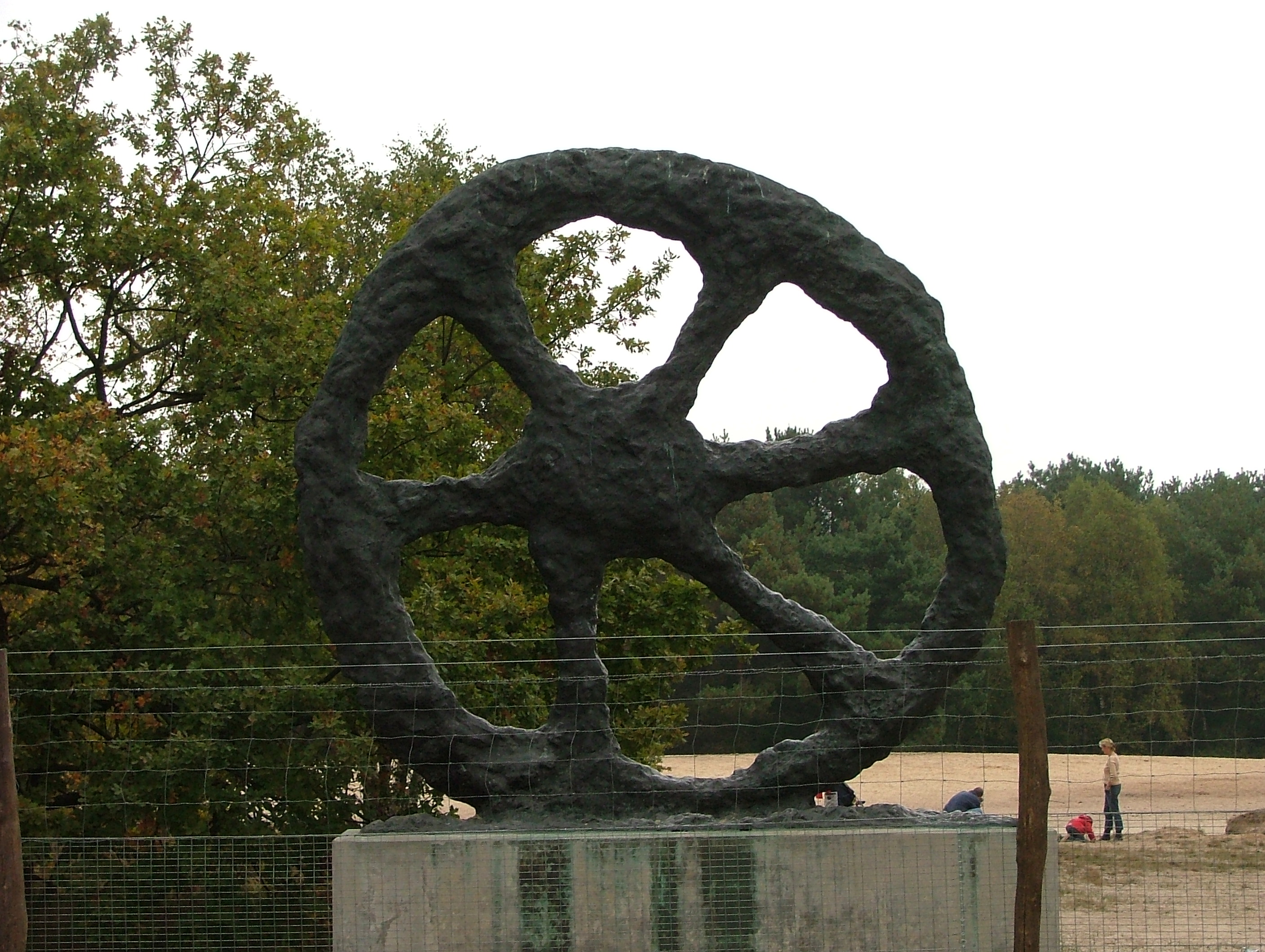
Wiel van Rosmalen

Het Wiel van Rosmalen is een bronzen kunstwerk uit 1992 van de kunstenaar Armando. Het kunstwerk is ook bekend onder de naam Wiel van Armando.
Het kunstwerk staat aan de Deken van Roestellaan in Rosmalen, een van de ontsluitingswegen naar het dorp. Het kunstwerk staat vlak bij de afslag Rosmalen-oost van de A59.
De vorm van het wiel is niet mooi rond en gaaf. Het is een beetje verwrongen en het oppervlak is ruw van structuur. Het lijkt er op alsof het wiel al enkele jaren oud is en dat vuil en modder van enkele jaren aan het wiel is blijven vastzitten. Uiteindelijk is het wiel dan tot stilstand gekomen.
Armando zei over het wiel: Het is het wiel van het slagveld, maar ook het wiel als rad der geschiedenis. Overwonnen beweging. Gestolde kracht. Een wiel dat tot inkeer is gekomen. Het Wiel van Rosmalen is in de meest letterlijke zin ingetogen bewogenheid.